# Данешиян, Гулам Яхья
Гулам Яхья Данешиян (1906, Аскарабад, Сераб, Восточный Азербайджан — 1986, Баку) — федаи, политик, генерал-майор, заместитель министра Народных войск Азербайджанского Национального Правительства, член Милли Меджлиса Азербайджанского Национального Правительства. Член КПСС, партии Туде и председатель Азербайджанской Демократической партии.
За участие в национально-демократическом движении был награждён Азербайджанского Национального Правительством медалью «21 Азер» и орденом «Саттархан».
В 1986 году скончался в Баку и был похоронен на Аллее почётного захоронения.

## Биография
Гулам Яхья оглу Данишян родился в 1906 году в селе Асгарабад Серабского магала. В 1918 году он приехал в Баку и жил вместе с отцом в поселке Сабунчи. С 1920 года работал помощником слесаря, а затем слесарем.
В 1925 году он вступил в Коммунистическую партию. С 1927 по 1929 год учился в партийной школе в Баку. До 1931 года работал в Ленинском райкоме партии в Баку. С 1931 по 1935 год — заведующий отделом кадров Ленинского райкома партии, председатель районного Совета рабочих депутатов. В 1935—1937 годах Гулам Яхья учился в Азербайджанском институте народного хозяйства. В 1937 году он вернулся в Иран. Не успев добраться до родного села, был арестован иранской полицией и отправлен в тюрьму в Ардебиле. В 1939 году он был освобожден из тюрьмы и сослан в родное село. Затем он отправился в Мияне, где с 1939 по 1941 год работал механиком в железнодорожном управлении.
25 августа 1941 года армия СССР вошла в Южный Азербайджан. После этого начали образовываться различные партии и организации. В 1941 году Гулам Яхья стал членом партии Туде. Он возглавлял Серабский провинциальный комитет партии. В 1942 году его снова арестовали и доставили в Тегеран. В 1943 году он был освобожден из тюрьмы и избран председателем провинциального комитета партии Мияна. В селе Ишля в Мияне, вместе с Аббасали Пэнбеи, он был избит и живьем похоронен землевладельцем Aнсари и его сторонниками.

### В движении «21 Азер»
Он вступил в Азербайджанскую демократическую партию, созданную в сентябре 1945 года. Участвовал в I съезде партии и был избран членом Центральной ревизионной комиссии. Создал городской комитет партии в Мияне.
В ноябре 1945 года Азербайджанская Демократическая Партия начала создание отрядов фидаинов в регионах, и главой фидаинов Мияне был избран Гулам Яхья. 15 ноября 1945 года возглавляемый им отряд разоружил жандармские посты в Серабе и Мияне. Позже, 25 ноября, он руководил очищением города Мияне от шахских войск. Таким образом, Мияне стал первым городом, освобождённым от шахских войск. 6 декабря 1945 года, по указанию Сеида Джафара Пишевари, он был вызван в Тебриз. В дальнейшем он возглавил разоружение управления жандармерии Тебриза.
С 26 ноября по 3 декабря 1945 года в Иране впервые в истории прошли свободные выборы с участием женщин. В результате выборов Гулам Яхья был избран представителем от Сераба в Национальное собрание Азербайджана. 12 декабря 1945 года, после образования Национального правительства Азербайджана, он был назначен заместителем министра народных войск Джафара Кавиана. Первое заседание Национального собрания состоялось в тот же день, но 26 избранных депутатов не смогли присутствовать на нём из-за служебных обязанностей, среди них был и Гулам Яхья.
20 декабря 1945 года Национальное собрание Национального правительства Азербайджана приняло закон о создании народных войск «Гызылбаш». Национальное правительство назвало свои новообразованные войска именем «Гызылбаш», которое Шах Исмаил Хатаи дал своей армии. Был создан главный военный штаб Народных войск «Гызылбаш». В состав этого штаба вошли Джафар Кавиан, Абдулгасым Азими, Гулам Яхья, Сеид Джафар Пишевари, Мирза Раби Кябири, Махмуд Панахиан, Наваи, Мохсун Миланиян и Абдуреза Азер.
В январе 1946 года он возглавил федаев, отправленных в Зенджан для поддержки проводимых там работ и обеспечения безопасности. 17 февраля, командуя 600 федаями, он сражался против отрядов Зульфугари и вынудил их покинуть регион. За проявленное мужество в этих боях он стал одним из трёх человек, получивших звание генерала.
В 1946 году за участие в национально-демократическом движении он был награжден медалью «21 Азер» и орденом «Саттархан».
13 июня 1946 года, по соглашению, подписанному между правительством Ирана и Национальным правительством Азербайджана, он был назначен главой Управления стражи (Нигехбанлык), созданного провинциальным меджлисом. Кроме того, в соответствии с этим соглашением, Зенджан был передан иранскому правительству, и Гулам Яхья вместе с возглавляемыми им федаями перебрался в Мияне. 5 декабря 1946 года шахские войска, наступавшие на Мияне, были остановлены федаинами под его командованием. Жители различных регионов Азербайджана обращались к Национальному правительству с просьбой о вооружении и борьбе против шахских войск. После этого под руководством Пишевари был создан Комитет обороны. В состав комитета вошли Мирза Али Шабустари, Кази Мухаммед, Гулам Яхья, Махмуд Панахиан и Садиг Падеган. Первой задачей комитета стало объявление военного положения в Тебризе и создание добровольческих отрядов «Бабек». В первый этап в эти отряды вступило 600 человек. После этого Пишевари вновь обратился к Советскому Союзу за военной поддержкой. Однако этот запрос остался без ответа. Гулам Яхья оказывал сопротивление шахским войскам до 10 декабря 1946 года. 10 декабря он был вызван в Тебриз. С 11 декабря 1946 года, до входа иранской армии в крупные города, в этих городах банды помещиков, а также жандармы в гражданской одежде начали устраивать массовые убийства. Эти группы назывались Тегеранским радио «иранскими патриотами». Их основной целью было уничтожение демократов и обеспечение входа шахских войск в города. Тебриз и другие города Азербайджана подверглись грабежам и массовым убийствам. Азербайджанское Национальное Правительство пало. Тысячи людей были арестованы. В ходе массовых убийств были убиты члены АДФ, федаины, а также известные поэты Али Фитрат, Сади Юзбанди, Джафар Кашиф и Мухаммедбагир Никнам. 14 декабря 1946 года поддерживаемая США и Великобританией иранская армия вошла в Тебриз. После этого резня и грабежи продолжались.

### После распада АНП
Гулам Яхья после распада Национального правительства прибыл в Северный Азербайджан в качестве политического эмигранта. По указанию Мир Джафара Багирова он и другие руководители партии сначала были размещены в Мардакане.
10 июня 1947 года Мир Джафар Пишевари отправился в путь, чтобы навестить федаинов, проходящих обучение в Хаджикенде, а также демократов, разместившихся в этом регионе. 11 июня, возвращаясь из Гянджи вместе с Нури Кулиевым и Гуламом Яхья, их автомобиль попал в аварию. Несмотря на то, что всех троих доставили в больницу с ранениями, спасти Мир Джафара Пишевари не удалось.
В 1954—1957 годах он обучался в Высшей школе профсоюзного движения в Москве. В 1957—1959 годах работал деканом в Высшей партийной школе в Баку. В августе 1959 года был избран председателем Азербайджанской Демократической Партии. Эту должность он занимал до октября 1979 года. В 1960 году был избран членом Исполнительного комитета Центрального комитета партии Туде. Указом Президиума Верховного Совета СССР по случаю 60-летия был награждён орденом «Трудового Красного Знамени».
Гулам Яхья Данишян скончался 16 августа 1986 года в Баку и был похоронен на Аллее Почётного захоронения.

### Память
В 1947 году был снят фильм «По ту сторону Араза», режиссёром и сценаристом которого была Эсфирь Шуб. Фильм рассказывает о Азербайджанском Национальном Правительстве, существовавшем в 1945—1946 годах, а также о процессах, происходивших до его формирования. В фильме также показаны тренировки и боевая подготовка Гулама Яхьи вместе с федаинами.
В 2016 году по инициативе Общественного объединения «Общество иранских эмигрантов» был отмечен 110-летний юбилей Гулама Яхьи.
Гулам Яхья Данышян написал свои воспоминания. Книга воспоминаний была издана в 2006 году в Баку. В 2021 году Самед Никнам перевёл и издал книгу Гулама Яхьи о его жизненном пути под названием «Воспоминания» на фарси.